# Solms-laubachia eurycarpa
Solms-laubachia eurycarpa là một loài thực vật có hoa trong họ Cải. Loài này được (Maxim.) Botsch. miêu tả khoa học đầu tiên năm 1955.